# Pulkovo Aviation Enterprise

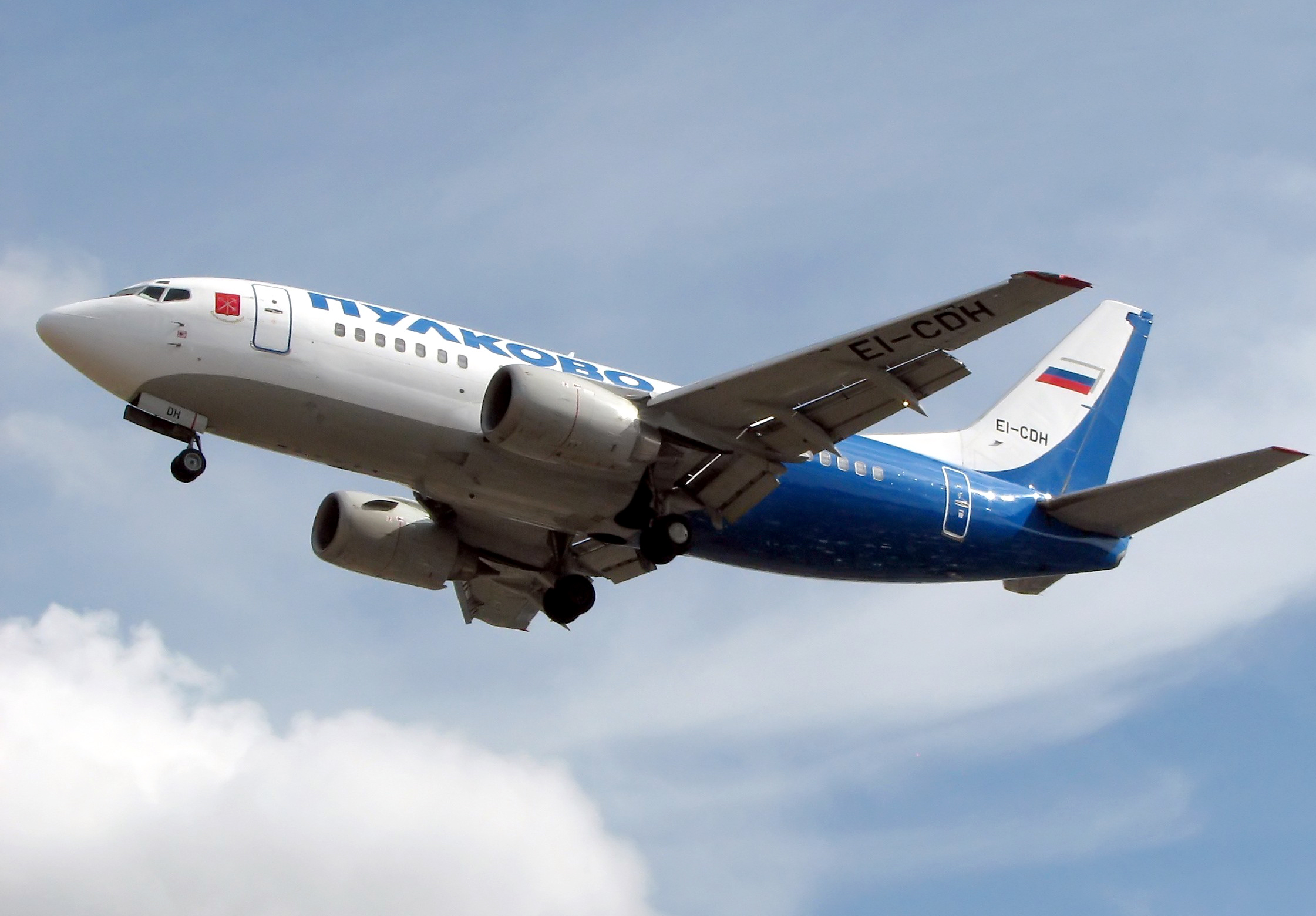
Pulkovo Boeing 737-500

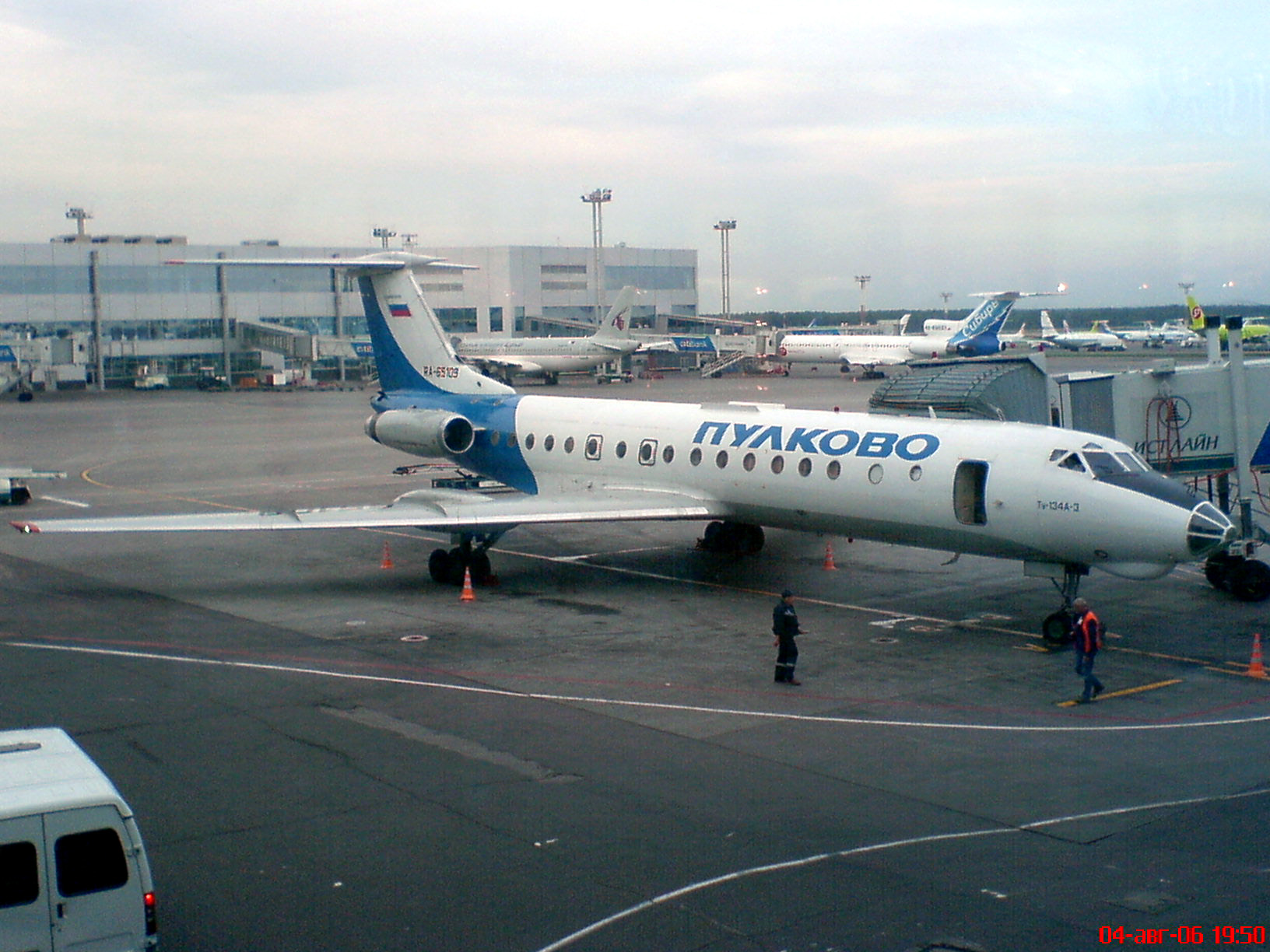
Pulkovo Tu-134A (Domodedovo Airport)

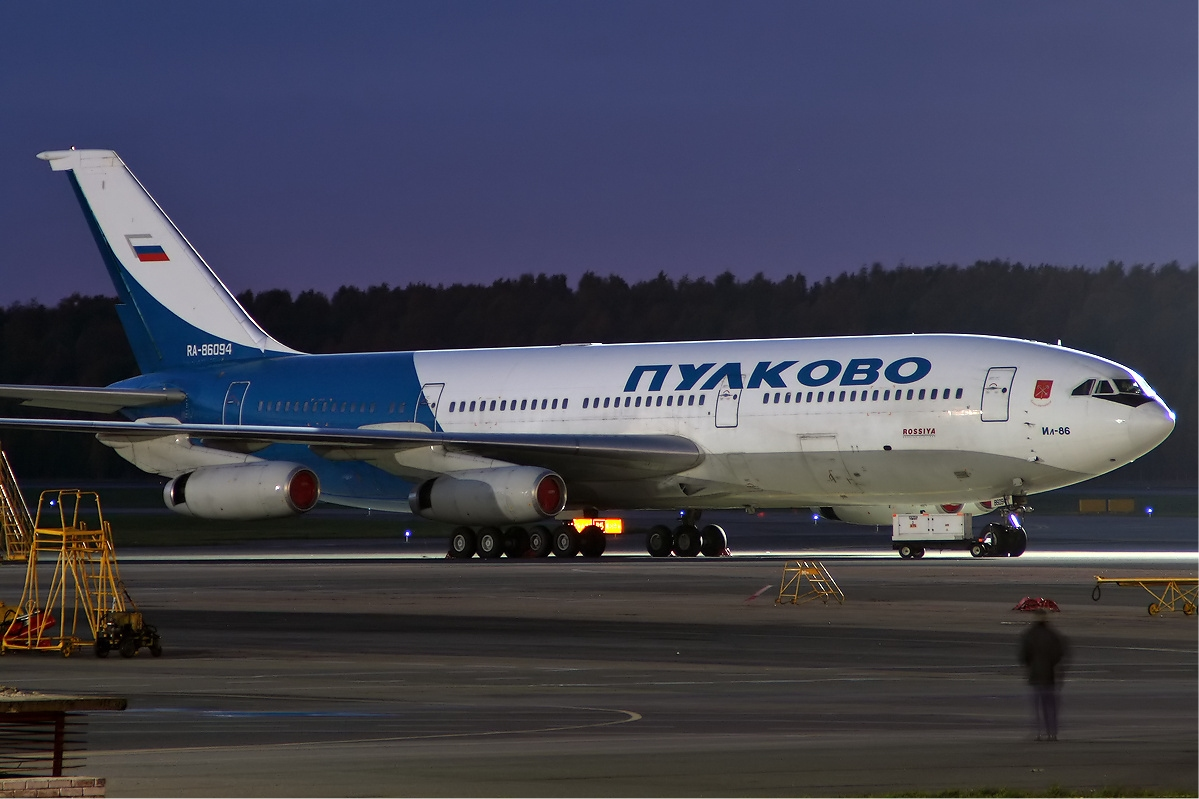
Pulkovo Il-86 (Pulkovos internationella flygplats)

Pulkovo (Pulkovo Aviation Enterprise), var ett ryskt flygbolag med säte i Sankt Petersburg på Pulkovos internationella flygplats. Pulkovo slogs 2006 ihop med flygbolaget Rossiya, bolaget heter sedan dess Rossiya Airlines.
Pulkovo har sitt namn efter området som det kommer ifrån utanför St. Petersburg med byn Pulkoovo och Pulkovo-observatoriet. Företagets historia började 1932 då två flygplan från Moskva landade på Shosseynayaflygplatsen söder om dåvarande Leningrad. De kommande åren växte flygtrafiken och flygplatsen hade 1939 flyg på 29 rutter. I slutet av 1950-talet fick flygplatsen namnet Pulkovo. Pulkovo Airlines gick med i IATA 2000.

## Destinationer
Flygbolaget flög från Sankt Petersburg till ett 20-tal inrikesdestinationer i Ryssland, och ett 30-tal utrikes, bland annat Arlanda.

## Flotta
Bolaget hade bland annat Iljusjin Il-86, Tupolev Tu-134, Tupolev Tu-154, och Boeing 737-500

## Olyckor
28 juli 2002 havererade en Iljusjin Il-86 tillhörig Pulkovo med endast besättning ombord efter avgång från Sjeremetevo-flygplatsen i Moskva, på grund av tekniskt fel. Eftersom det inte var några passagerare ombord räknas olyckan inte med i internationell statistik. 
22 augusti 2006 havererade en Tupolev Tu-154 på väg mellan ryska turistorten Anapa och Sankt Petersburg. 171 personer omkom.